# Generoso Maraia
Generoso Maraia (Avellino, 13 luglio 1980) è un politico italiano.

## Biografia
Nato ad Avellino da Giovanni Maraia (militante politico nelle file della sinistra ambientalista) e da Paola Riccio, vive ad Ariano Irpino nella stessa provincia di Avellino.
Dopo aver frequentato il liceo classico "Pietro Paolo Parzanese" di Ariano Irpino, consegue la laurea in filosofia presso l'Università Federico II di Napoli per poi ottenere l’abilitazione all’insegnamento presso l’Università degli Studi di Trento, specializzandosi nell’insegnamento agli alunni diversamente abili. Insegna per vari anni in diversi istituti scolastici superiori della provincia di Belluno prima di rientrare in Ariano Irpino, ove è docente presso l’Istituto di Istruzione Superiore “Giuseppe De Gruttola”.
È sposato con Antonella Cardinale e ha due figli.

## Attività politica
Nel 2015, anno del suo trasferimento da Feltre (in provincia di Belluno) ad Ariano Irpino, fonda il Meetup M5StelleAriano.
Nel 2018 è candidato nel collegio uninominale di Ariano Irpino nelle liste del Movimento 5 Stelle, in contrapposizione al candidato della coalizione di centro-sinistra Giuseppe De Mita, nipote di Ciriaco De Mita. Risulta eletto con il 42,9% dei voti.
Componente della XIII Commissione Agricoltura della Camera dei deputati dal 21 giugno al 12 settembre 2018, diviene quindi membro dell'VIII Commissione Ambiente, Territorio e Lavori Pubblici.
Il 21 giugno 2022 abbandona il Movimento per aderire a Insieme per il futuro, a seguito della scissione guidata dal ministro Luigi Di Maio.